# Filofobia
La filofobia (del griego 'φιλος' (amor), y 'φοβία' (fobia)) se define como el miedo persistente e intenso a enamorarse o amar a una persona, así como a mantener una relación afectiva significativa. Los individuos que padecen filofobia tienden a percibir los sentimientos relacionados con el amor y el enamoramiento como incontrolables y peligrosos, por lo que pueden vivir las relaciones interpersonales como una amenaza para su forma habitual de actuar y pensar, aunque por otro lado busquen normalmente afecto, cercanía y estabilidad.

## Descripción
El sujeto filofóbico puede experimentar un estado de alerta debido al miedo a ser herido por la persona hacia la que siente amor, pero al mismo tiempo experimenta una sensación de atracción física y moral hacia la otra persona. La consecuencia de no poder establecer relaciones íntimas puede ser un estado de ánimo depresivo.
En general, no es sólo la persona afectada la que sufre los problemas asociados a la filofobia, sino posiblemente también la relación. La cercanía de la persona filofóbica puede dificultar o imposibilitar una relación afectiva o amorosa sana a varios niveles; aunque sienta atracción e interés, el sujeto se muestra incapaz de desarrollar un vínculo emocional, evitando implicarse y debatiéndose emocionalmente entre el deseo y el miedo.
En las fases más agudas, cuando la ansiedad es mayor, pueden aparecer síntomas como disnea, hiperhidrosis, náuseas, taquicardia y temblor. Estos problemas se presentarían, por tanto, como una manifestación clínica del trastorno, tanto en una situación concreta que despierte la fobia, como ante la idea de encontrarse con ella, por ejemplo, al imaginarse apegado emocionalmente a una persona.

## Origen
La filofobia como trastorno psicológico relacionado con el ámbito afectivo y amoroso puede tener orígenes muy diversos y presentarse en individuos que experimentan condiciones de vida diferentes. Por lo tanto, es esencial tener en cuenta los orígenes a menudo multifactoriales de trastornos psicológicos como éste.
Los orígenes, por tanto, pueden asociarse tanto a aspectos relacionados con el temperamento del individuo -en el caso, por ejemplo, de un sujeto con un temperamento inhibido, tenderá a manifestar ansiedad a nivel somático y una alta sensibilidad interpersonal- como a factores más amplios, como haber vivido una fuerte experiencia amorosa y querer a toda costa mantener el control de lo que le sucede y limitar su implicación por miedo a ser herido, traicionado o abandonado.
Una de las posibles causas puede estar en la presencia de un estilo de apego inseguro por parte del sujeto filofóbico, que puede llevar a interiorizar modelos disfuncionales del yo y de la otra persona en las relaciones íntimas.
Experiencias dolorosas que forman parte del pasado, vividas tanto en las relaciones afectivas como en las familiares (por ejemplo, durante la infancia) pueden hacer que la persona, que ha sido víctima de situaciones de abandono, carencias afectivas, traumas o frustración, desarrolle este trastorno como reacción a las experiencias negativas vividas.
La teoría psicodinámica, de hecho, identifica las posibles causas de la filofobia en las interacciones primarias madre-hijo frustrantes o traumáticas (tesis corroborada por los estudios de René Spitz sobre el hospitalismo y los estudios de John Bowlby sobre el apego). El miedo a que se repitan interacciones afectivas negativas y dolorosas se desarrolla, por tanto, en la persona filofóbica como un trastorno. Esto le provoca una fuerte ansiedad, no siempre consciente, cada vez que otra persona intenta relacionarse con ella, activando automáticamente una especie de mecanismo de «autodefensa» que asocia el amor con el sufrimiento.

## Filofobia yanorexia sentimental
Una condición que se superpone a la filofobia podría encontrarse en la llamada anorexia sentimental, un término no oficial acuñado por el psicoterapeuta Nicola Ghezzani para describir un trastorno de identidad afectiva.
La anorexia sentimental se refiere a la incapacidad de quien la padece para implicarse en relaciones de amistad y amor, así como a la resistencia a admitir y experimentar sentimientos de afectividad y deseo sexual. Se dice que esta condición, en particular, está vinculada al hecho de que la persona que la padece desconoce, y por lo tanto teme, todas las formas de intimidad psicológica y afectiva.

## Filofobia y sexualidad
La filofobia también puede generar problemas en relación con el ámbito sexual de la persona implicada y, en consecuencia, con la sexualidad de la pareja. En concreto, la persona filofóbica puede poner en práctica determinadas estrategias de evitación, que le llevan a evitar el contacto físico con personas con las que siente una implicación amorosa o romántica y, por tanto, también con su pareja.
Este distanciamiento puede llevar a la persona filofóbica no sólo a evitar situaciones íntimas, sino también a presentar dificultades para expresar sus deseos sexuales. Esta dificultad parecería explicable como un mecanismo de defensa que la persona filofóbica pone en práctica para no ponerse en una posición de vulnerabilidad emocional frente a su pareja, prefiriendo así una actitud de «autosabotaje» y distanciamiento.